# Hôtel de l'Intendant d'Alsace
Pour les articles homonymes, voir Hôtel de l'Intendance.
L'hôtel de l'Intendant d'Alsace est un monument historique situé à Ensisheim, dans le département français du Haut-Rhin.

## Localisation
Ce bâtiment est situé au 6, place de l'Église à Ensisheim.

## Historique
L'édifice fait l'objet d'une inscription au titre des monuments historiques depuis 1990.

## Architecture

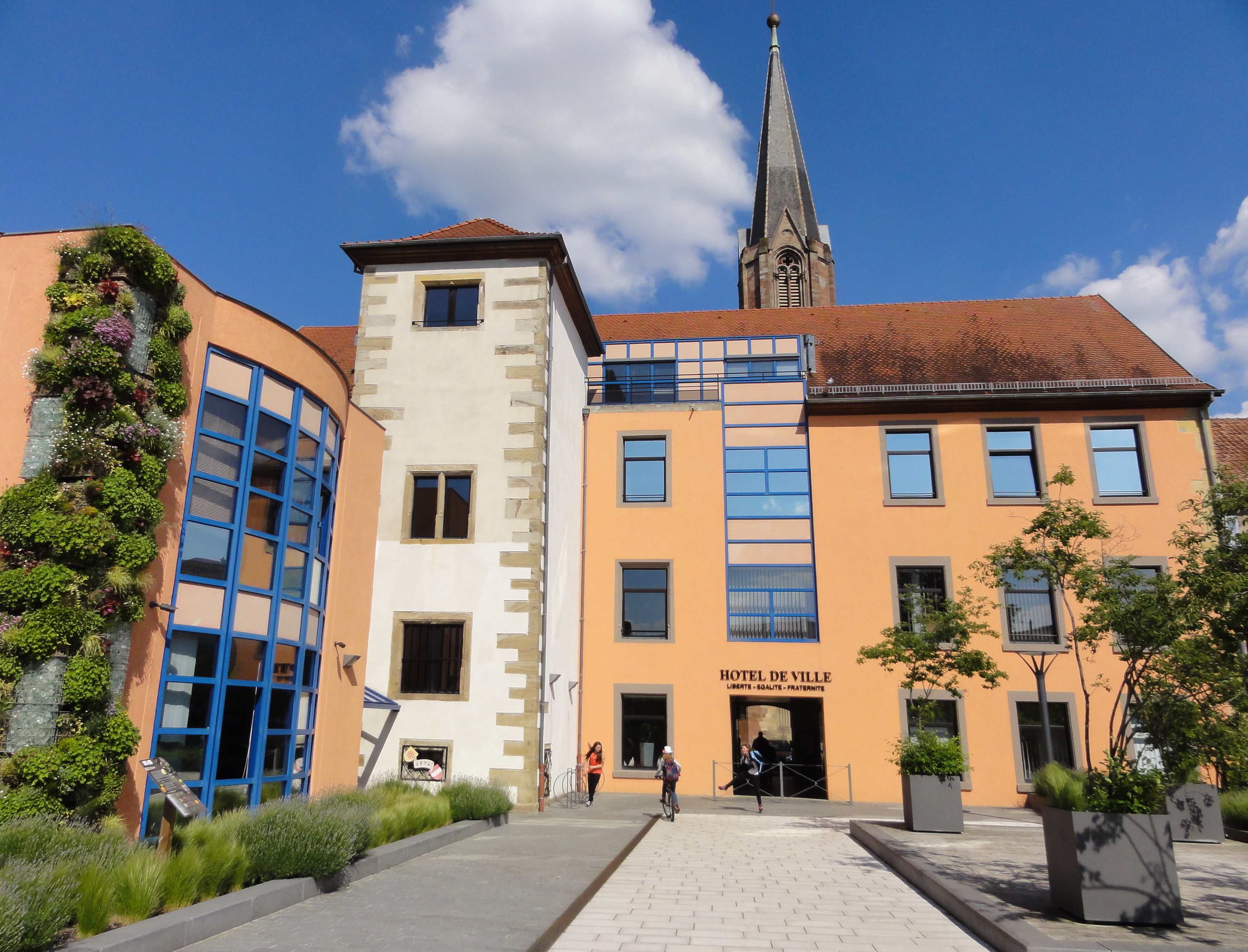